# Cantonul Bar-le-Duc-Sud
Cantonul Bar-le-Duc-Sud este un canton din arondismentul Bar-le-Duc, departamentul Meuse, regiunea Lorena, Franța.

## Comune
- Bar-le-Duc (parțial, reședință)
- Combles-en-Barrois
- Robert-Espagne
- Savonnières-devant-Bar
- Trémont-sur-Saulx